# Cyan (песня)
Cyan («Голубой») — пятый сингл японской группы Nightmare, вышедший 21 октября 2004 года.
Одновременно сингл вышел в 2-х изданиях: ограниченное издание включает в себя CD и DVD, на кором имеется клип на песни Cyan и Tsuki No Hikari, Utsutsu No Yume. Обычное издание не включает в себя DVD? но имеет караоке-версии песен: Cyan и Tsuki No Hikari, Utsutsu No Yume.
Песня вошла во второй альбом — Livid, вышедший 25 ноября 2004 года.
Название песни означает — голубой, однако в китайском языке название этой песни переводится как — тёмно-голубой или синий.。

## Позиция в чартах
Песня заняла #22 место в чарте Oricon, также как и предыдущий сингл Tokyo Shounen.

## Список композиций

### Обычное издание
| №  | Название                                            | Текст песни | Музыка | Длительность |
| -- | --------------------------------------------------- | ----------- | ------ | ------------ |
| 1. | «Cyan»                                              | Рука        | Рука   | 3:36         |
| 2. | «Tsuki No Hikari, Utsutsu No Yume»                  | Ёми         | Сакито | 4:55         |
| 3. | «Cyan (караоке-версия)»                             |             |        | 3:36         |
| 4. | «Tsuki No Hikari, Utsutsu No Yume (караоке-версия)» |             |        | 4:55         |

### DVD (из ограниченного издания)
- Cyan (клип)[2]
- Tsuki No Hikari, Utsutsu No Yume (клип)[3]